# 매들린 매캔 실종 사건
매들린 매캔 실종 사건(Disappearance of Madeleine McCann)은 3세 잉글랜드 소녀 매들린 매캔이 2007년 5월 3일 목요일 저녁에 포르투갈의 알가르브 지방에서 실종된 사건을 가리킨다. 